# Vymítač ďábla 2: Kacíř
Vymítač ďábla 2: Kacíř (v anglickém originále Exorcist II: The Heretic) je americký hororový film režiséra Johna Boormana. Hudbu k filmu zkomponoval slavný italský skladatel Ennio Morricone. Jedná se o přímé pokračování oscarového hororu Vymítač ďábla (1973). Snímek pojednává o osudech šestnáctileté dívky Regan MacNeil, která se vyrovnává s následky posednutí démonem, jež prožila před čtyřmi lety. Hlavní postavy ve filmu ztvárnili Linda Blair, Richard Burton, Louise Fletcher, Max von Sydow a James Earl Jones. Navzdory dobovému finančnímu úspěchu je kvalita tohoto snímku obecně hodnocena velmi negativně.